# Lista monumentelor istorice din județul Dâmbovița - C

Simbol utilizat pentru monumentele istorice

Lista monumentelor istorice din județul Dâmbovița - C cuprinde monumentele istorice înscrise în Patrimoniul cultural național al României și aflate în localități din județul Dâmbovița al căror nume începe cu litera C.
Lista completă este menținută și actualizată periodic de către Ministerul Culturii, Cultelor și Patrimoniului Național din România, prin intermediul Institutului Național al Patrimoniului, ultima versiune datând din 2015. Această listă cuprinde și actualizările ulterioare, realizate prin ordin al ministrului culturii.
Puteți căuta un monument din județul Dâmbovița folosind formularul de mai jos sau puteți naviga prin toate monumentele din județ la lista monumentelor istorice din județul Dâmbovița.
| Cod LMI                                           | Denumire                                                                                                   | Localitate                                        | Localizare | Datare, Creatori                                 | Imagine               | Erori             |
| ------------------------------------------------- | --- | ------------------------------------------------- | --- | ------------------------------------------------ | --------------------- | ----------------- |
| DB-I-s-B-16990 (RAN: 68306.01)                    | Așezare | sat Cazaci; comuna Nucet                          | „Islaz”, pe ambele maluri ale pârâului Gârlița, la 0,2 km E de CF și la N de linia de înaltă tensiune Cazaci-Pierșinari                           | Epoca bronzului timpuriu, Cultura Glina          | Încarcă foto \| video | Raportează eroare |
| DB-I-s-B-16991                                    | Situl arheologic de la Cazaci, punct „Islaz”                                                               | sat Cazaci; comuna Nucet                          | „Islaz”, la V de sat, pe ambele maluri ale Gârliței, la V de CF Titu-Târgoviște și la N de DC 565                                                 |                                                  | Încarcă foto \| video | Raportează eroare |
| DB-I-m-B-16991.01 (RAN: 68306.02.04)              | Siliștea satului Gălășești                                                                                 | sat Cazaci; comuna Nucet                          | „Islaz”, la V de sat, pe ambele maluri ale Gârliței, la V de CF Titu-Târgoviște și la N de DC 565                                                 | sec. XIV - XVI, Epoca medievală                  | Încarcă foto \| video | Raportează eroare |
| DB-I-m-B-16991.02 (RAN: 68306.02.03)              | Așezare | sat Cazaci; comuna Nucet                          | „Islaz”, la V de sat, pe ambele maluri ale Gârliței, la V de CF Titu-Târgoviște și la N de DC 565                                                 | Hallstatt                                        | Încarcă foto \| video | Raportează eroare |
| DB-I-m-B-16991.03 (RAN: 68306.02.02)              | Așezare | sat Cazaci; comuna Nucet                          | „Islaz”, la V de sat, pe ambele maluri ale Gârliței, la V de CF Titu-Târgoviște și la N de DC 565                                                 | Epoca bronzului, aspectul Brătești               | Încarcă foto \| video | Raportează eroare |
| DB-I-m-B-16991.04 (RAN: 68306.02.01)              | Așezare | sat Cazaci; comuna Nucet                          | „Islaz”, la V de sat, pe ambele maluri ale Gârliței, la V de CF Titu-Târgoviște și la N de DC 565                                                 | Neolitic                                         | Încarcă foto \| video | Raportează eroare |
| DB-I-s-B-16992 (RAN: 68306.03)                    | Situl arheologic de la Cazaci, punct „Islaz - Tarlaua lui Îmbulzitu”                                       | sat Cazaci; comuna Nucet                          | „Islaz - Tarlaua lui Îmbulzitu”, la S de linia de înaltă tensiune Cazaci- Pierșani, pe malul stâng al Gârliței și la 1 km V de sat                | Epoca daco-romană                                | Încarcă foto \| video | Raportează eroare |
| DB-I-m-B-16992.01 (RAN: 68306.03.02)              | Așezare | sat Cazaci; comuna Nucet                          | „Islaz-Tarlaua lui Îmbulzitu”, la S de linia deînaltă tensiune Cazaci-Pierșani, pe malul stâng al Gârliței și la 1 km V de sat                    | sec. IV p. Chr., Epoca daco-romană               | Încarcă foto \| video | Raportează eroare |
| DB-I-m-B-16992.02 (RAN: 68306.03.01)              | Așezare | sat Cazaci; comuna Nucet                          | „Islaz - Tarlaua lui Îmbulzitu”, la S de linia de înaltă tensiune Cazaci - Pierșani, pe malul stâng al Gârliței și la 1 km V de sat               | Epoca bronzului timpuriu, Cultura Glina          | Încarcă foto \| video | Raportează eroare |
| DB-I-s-B-16995 (RAN: 68949.01)                    | Situl arheologic de la Căprioru, punct „Dealul Mlaca”                                                      | sat Căprioru; comuna Tătărani                     | „Dealul Mlaca”, pe platoul dealului, la 0,5 km NV de sat                                                                                          |                                                  | Încarcă foto \| video | Raportează eroare |
| DB-I-m-B-16995.01 (RAN: 68949.01.02)              | Așezare | sat Căprioru; comuna Tătărani                     | „Dealul Mlaca”, pe platoul dealului cu același nume, la 0,5 km NV de sat                                                                          | sec. II - III p. Chr., Epoca romană              | Încarcă foto \| video | Raportează eroare |
| DB-I-m-B-16995.02 (RAN: 68949.01.01)              | Așezare | sat Căprioru; comuna Tătărani                     | „Dealul Mlaca”, pe platoul dealului cu același nume, la 0,5 km NV de sat                                                                          | sec. II - I a. Chr., Latène, Cultura geto-dacică | Încarcă foto \| video | Raportează eroare |
| DB-I-s-B-16996 (RAN: 67041.01)                    | Situl arheologic de la Cătunu, punct „Islaz”                                                               | sat Cătunu; comuna Cornești                       | „Islaz” sau „Olteni”, în capătul de V al satului, pe malul stâng al Ialomiței                                                                     |                                                  | Încarcă foto \| video | Raportează eroare |
| DB-I-m-B-16996.01 (RAN: 67041.01.02)              | Așezare | sat Cătunu; comuna Cornești                       | „Islaz” în capătul de V al satului, pe malul stâng al Ialomiței, punct „Olteni”                                                                   | sec. II - III p. Chr., Epoca romană              | Încarcă foto \| video | Raportează eroare |
| DB-I-m-B-16996.02 (RAN: 67041.01.01)              | Așezare | sat Cătunu; comuna Cornești                       | „Islaz”, imediat în capătul de V al satului, pe malul stâng al râului Ialomița                                                                    | Latène, Cultura geto-dacică                      | Încarcă foto \| video | Raportează eroare |
| DB-I-s-B-16997 (RAN: 67041.02)                    | Așezare | sat Cătunu; comuna Cornești                       | „Movilița”, pe malul stâng al râului Ialomița, la 1,5 km E de sat                                                                                 | sec. II - I a. Chr., Latène, Cultura geto-dacică | Încarcă foto \| video | Raportează eroare |
| DB-I-s-A-16998 (RAN: 67041.03)                    | Situl arheologic de la Cătunu, punct „Viișoara”                                                            | sat Cătunu; comuna Cornești                       | „Viișoara”, la 0,3 km E de sat și la S de DC spre Crivățu (cota 128,4 m)                                                                          |                                                  | Încarcă foto \| video | Raportează eroare |
| DB-I-m-A-16998.01 (RAN: 67041.03.02)              | Așezare | sat Cătunu; comuna Cornești                       | „Viișoara”, la 0,3 km E de sat și la S de DC spre Crivățu (cota 128,4 m)                                                                          | sec. II - III p. Chr., Epoca romană              | Încarcă foto \| video | Raportează eroare |
| DB-I-m-A-16998.02 (RAN: 67041.03.03)              | Așezare | sat Cătunu; comuna Cornești                       | „Viișoara”, la 0,3 km E de sat și la S de DC spre Crivățu (cota 128,4 m)                                                                          | Latène, Culturageto-dacică                       | Încarcă foto \| video | Raportează eroare |
| DB-I-m-A-16998.03 (RAN: 67041.03.01)              | Așezare | sat Cătunu; comuna Cornești                       | „Viișoara”, la 0,3 km E de sat și la S de DC spre Crivățu (cota 128,4 m)                                                                          | Epoca bronzului                                  | Încarcă foto \| video | Raportează eroare |
| DB-I-s-B-16993 (RAN: 66535.01)                    | Așezare | sat Cândești Vale; comuna Cândești                | „Izvoarele Văii Plopului”, la jumătatea drumului spre satul Cândești Deal și la 2 km V de Cândești Vale                                           | sec. XIV - XVII, Epoca medievală                 | Încarcă foto \| video | Raportează eroare |
| DB-I-s-B-16994 (RAN: 66535.02, 66535.03)          | Necropolă                                                                                                  | sat Cândești Vale; comuna Cândești                | „Dealul lui Istrate”, la 0,2 km N de sat, în stânga drumului spre Gemenea-Oncești                                                                 | Epoca bronzului timpuriu                         | Încarcă foto \| video | Raportează eroare |
| DB-I-s-B-16955 (RAN: 101859.02)                   | Situl arheologic de la Ciocănești, punct „Plantație”                                                       | sat Ciocănești; comuna Ciocănești                 | „Plantație”, pe malul drept al râului Colentina, în vatra satului                                                                                 |                                                  | Încarcă foto \| video | Raportează eroare |
| DB-I-m-B-16955.01                                 | Așezare | sat Ciocănești; comuna Ciocănești                 | „Plantație”, pe malul drept al râului Colentina, în vatra satului                                                                                 | sec. IX - XI, Epoca medievală timpurie           | Încarcă foto \| video | Raportează eroare |
| DB-I-m-B-16955.02                                 | Așezare | sat Ciocănești; comuna Ciocănești                 | „Plantație”, pe malul drept al râului Colentina, în vatra satului                                                                                 | Latène, Cultura geto-dacică                      | Încarcă foto \| video | Raportează eroare |
| DB-I-m-B-16955.03                                 | Așezare | sat Ciocănești; comuna Ciocănești                 | „Plantație”, pe malul drept al râului Colentina, în vatra satului                                                                                 | Neolitic                                         | Încarcă foto \| video | Raportează eroare |
| DB-I-s-B-16999 (RAN: 101859.01)                   | Așezare | sat Ciocănești; comuna Ciocănești                 | „Pădurea Popeasca”, între Ciocănești și satul Crețu, pe malul drept al râului Colentina, în dreptul pădurii                                       | Epoca bronzului, Cultura Tei                     | Încarcă foto \| video | Raportează eroare |
| DB-I-s-B-17000                                    | Situl arheologic de la Cocani                                                                              | sat Cocani; comuna Crevedia                       | „Vii” („Saivan”), la S de sat, pe malul stâng al râului Crevedia                                                                                  |                                                  | Încarcă foto \| video | Raportează eroare |
| DB-I-m-B-17000.01 (RAN: 102302.01.02)             | Așezare | sat Cocani; comuna Crevedia                       | „Vii” („Saivan”), la S de localitate, pe malul stâng al râului Crevedia                                                                           | sec. IX - XI, Epoca medievală timpurie           | Încarcă foto \| video | Raportează eroare |
| DB-I-m-B-17000.02 (RAN: 102302.01.01)             | Așezare | sat Cocani; comuna Crevedia                       | „Vii” („Saivan”), la S de localitate, pe malul stâng al râului Crevedia                                                                           | Epoca bronzului                                  | Încarcă foto \| video | Raportează eroare |
| DB-I-s-B-17001 (RAN: 66704.01)                    | Situl arheologic de la Cojasca, punct „La Ion Tercan”                                                      | sat Cojasca; comuna Cojasca                       | „la Ion Tercan”, pe terasa înaltă dreaptă a Ialomiței, la hotarul dintre Cojasca și Bujoreanca                                                    |                                                  | Încarcă foto \| video | Raportează eroare |
| DB-I-m-B-17001.01 (RAN: 66704.01.03)              | Așezare | sat Cojasca; comuna Cojasca                       | „la Ion Tercan”, pe terasa înaltă dreaptă a Ialomiței, la hotarul dintre Cojasca și Bujoreanca (com. Cornești)                                    | sec. IX - XI, Epoca medievală timpurie           | Încarcă foto \| video | Raportează eroare |
| DB-I-m-B-17001.02 (RAN: 66704.01.02)              | Așezare | sat Cojasca; comuna Cojasca                       | „la Ion Tercan”, pe terasa înaltă dreaptă a Ialomiței, la hotarul dintre Cojasca și Bujoreanca (com. Cornești)                                    | sec. I - IV p. Chr., Epoca romană                | Încarcă foto \| video | Raportează eroare |
| DB-I-m-B-17001.03 (RAN: 66704.01.01)              | Așezare | sat Cojasca; comuna Cojasca                       | „la Ion Tercan”, pe terasa înaltă dreaptă a Ialomiței, la hotarul dintre Cojasca și Bujoreanca (com. Cornești)                                    | Epoca bronzului                                  | Încarcă foto \| video | Raportează eroare |
| DB-I-s-B-17002 (RAN: 65529.01, 68654.01)          | Situl arheologic de la Colacu, punct „Cega”                                                                | localitate componentă Colacu; oraș Răcari         | „Cega”, la 0,5 km NV de sat, la confluența Colentinei cu o vale secată                                                                            |                                                  | Încarcă foto \| video | Raportează eroare |
| DB-I-m-B-17002.01 (RAN: 65529.01.02, 68654.01.01) | Așezare | localitate componentă Colacu; oraș Răcari         | „Cega”, la 0,5 km NV de localitate, la confluența râului Colentina cu o vale secată                                                               | Latène, Cultura geto-dacică                      | Încarcă foto \| video | Raportează eroare |
| DB-I-m-B-17002.02 (RAN: 65529.01.01, 68654.01.02) | Așezare | localitate componentă Colacu; oraș Răcari         | „Cega”, la 0,5 km NV de localitate, la confluența râului Colentina cu o vale secată                                                               | Epoca bronzului                                  | Încarcă foto \| video | Raportează eroare |
| DB-I-s-B-17003 (RAN: 65529.02, 68654.02)          | Situl arheologic de la Colacu, punct „Școală”                                                              | localitate componentă Colacu; oraș Răcari         | „Școală”, pe malul drept al Colentinei, la S de școală, în zona de N a plantației                                                                 |                                                  | Încarcă foto \| video | Raportează eroare |
| DB-I-m-B-17003.01                                 | Așezare | localitate componentă Colacu; oraș Răcari         | „Școală”, pe malul drept al Colentinei, la S de școală, în zona de N a plantației                                                                 | sec. III - IV, Epoca daco-romană                 | Încarcă foto \| video | Raportează eroare |
| DB-I-m-B-17003.02 (RAN: 68654.02.01)              | Așezare | localitate componentă Colacu; oraș Răcari         | „Școală”, pe malul drept al Colentinei, la S de școală, în zona de N a plantației                                                                 | Epoca bronzului, Cultura Tei                     | Încarcă foto \| video | Raportează eroare |
| DB-I-s-A-17004 (RAN: 66740.01)                    | Situl arheologic de la Comișani, punct „Cetatea Fetii”                                                     | sat Comișani; comuna Comișani                     | „Cetatea Fetii”, la SE de sat, între terasa înaltă dreaptă a Ialomiței și DC Comișani-Hăbeni, la 0,5 km de sat                                    |                                                  | Încarcă foto \| video | Raportează eroare |
| DB-I-m-A-17004.01 (RAN: 66740.01.04)              | Așezare | sat Comișani; comuna Comișani                     | „Cetatea Fetii”, la 0,5 km SE de sat, între terasa înaltă dreaptă a Ialomiței și DC Comișani-Hăbeni                                               | sec. XV - XVI, Epoca medievală                   | Încarcă foto \| video | Raportează eroare |
| DB-I-m-A-17004.02 (RAN: 66740.01.03)              | Așezare | sat Comișani; comuna Comișani                     | „Cetatea Fetii”, la 0,5 km SE de sat, între terasa înaltă dreaptă a Ialomiței și DC Comișani-Hăbeni                                               | sec. IV, Epoca daco-romană                       | Încarcă foto \| video | Raportează eroare |
| DB-I-m-A-17004.03 (RAN: 66740.01.02)              | Așezare fortificată                                                                                        | sat Comișani; comuna Comișani                     | „Cetatea Fetii”, la 0,5 km SE de sat, între terasa înaltă dreaptă a Ialomiței și DC Comișani- Hăbeni                                              | Hallstatt                                        | Încarcă foto \| video | Raportează eroare |
| DB-I-m-A-17004.04 (RAN: 66740.01.01)              | Așezare | sat Comișani; comuna Comișani                     | „Cetatea Fetii”, la 0,5 km SE de sat, între terasa înaltă dreaptă a Ialomiței și DC Comișani-Hăbeni                                               | Epoca bronzului timpuriu                         | Încarcă foto \| video | Raportează eroare |
| DB-I-s-B-17005 (RAN: 66740.02)                    | Tumul | sat Comișani; comuna Comișani                     | „Movila”, la 0,5 km SE de Comișani și 500 m N de DJ 711 (cota 221,7 m)                                                                            | Epoca bronzului                                  | Încarcă foto \| video | Raportează eroare |
| DB-I-s-B-17006 (RAN: 66740.03)                    | Situl arheologic de la Comișani, punct „Sere”                                                              | sat Comișani; comuna Comișani                     | „Sere”, la 2 km N de localitate, pe malul drept al Ialomiței                                                                                      |                                                  | Încarcă foto \| video | Raportează eroare |
| DB-I-m-B-17006.01 (RAN: 66740.03.02)              | Așezare | sat Comișani; comuna Comișani                     | „Sere”, la 2 km N de localitate, pe malul dreptal Ialomiței                                                                                       | sec. V - VI, Epoca migrațiilor                   | Încarcă foto \| video | Raportează eroare |
| DB-I-m-B-17006.02 (RAN: 66740.03.01)              | Așezare | sat Comișani; comuna Comișani                     | „Sere”, la 2 km N de localitate, pe malul dreptal Ialomiței                                                                                       | Epoca bronzului, Cultura Tei                     | Încarcă foto \| video | Raportează eroare |
| DB-I-s-B-17007 (RAN: 66740.04)                    | Necropolă tumulară                                                                                         | sat Comișani; comuna Comișani                     | „Școala” sau „Movile”, în spatele școlii generale, la limita cu satul Lazuri (cota 238,2)                                                         | Epoca bronzului                                  | Încarcă foto \| video | Raportează eroare |
| DB-I-s-B-17008 (RAN: 66866.01)                    | Situl arheologic de la Corbii Mari, punct „Grajduri CAP”                                                   | sat Corbii Mari; comuna Corbii Mari               | „Grajduri CAP”, la SE de localitate, pe parteade E a DJ spre Găiseni (jud. Giurgiu)                                                               |                                                  | Încarcă foto \| video | Raportează eroare |
| DB-I-m-B-17008.01 (RAN: 66866.01.02)              | Așezare | sat Corbii Mari; comuna Corbii Mari               | „Grajduri CAP”, la SE de localitate, pe parteade E a DJ spre Găiseni (jud. Giurgiu)                                                               | Latène, Cultura geto-dacică                      | Încarcă foto \| video | Raportează eroare |
| DB-I-m-B-17008.02 (RAN: 66866.01.01)              | Așezare | sat Corbii Mari; comuna Corbii Mari               | „Grajduri CAP”, la SE de localitate, pe parteade E a DJ spre Găiseni (jud. Giurgiu)                                                               | Epoca bronzului                                  | Încarcă foto \| video | Raportează eroare |
| DB-I-s-B-17009 (RAN: 66866.02)                    | Așezare | sat Corbii Mari; comuna Corbii Mari               | „În Luncă”, pe malul stâng al Neajlovului, la 1,5 km S de localitate, în dreptul „Dealului Cupele” și la 1 km S de DC Corbii Mari - Vadu Stanchii | Epoca bronzului, Cultura Tei                     | Încarcă foto \| video | Raportează eroare |
| DB-I-s-B-17010 (RAN: 66866.03)                    | Situl arheologic de la Corbii Mari, punct „La Cimitir”                                                     | sat Corbii Mari; comuna Corbii Mari               | „La Cimitir”, la N de sat și la S de cimitir, pe terasa înaltă stângă a râului Neajlov                                                            |                                                  | Încarcă foto \| video | Raportează eroare |
| DB-I-m-B-17010.01 (RAN: 66866.03.02)              | Așezare | sat Corbii Mari; comuna Corbii Mari               | „La Cimitir”, la N de sat și la S de cimitir, pe terasa înaltă stângă a râului Neajlov                                                            | Latène, Cultura geto-dacică                      | Încarcă foto \| video | Raportează eroare |
| DB-I-m-B-17010.02 (RAN: 66866.03.01)              | Așezare | sat Corbii Mari; comuna Corbii Mari               | „La Cimitir”, la N de sat și la S de cimitir, pe terasa înaltă stângă a râului Neajlov                                                            | Epoca bronzului                                  | Încarcă foto \| video | Raportează eroare |
| DB-I-s-B-17011 (RAN: 66866.04)                    | Așezare | sat Corbii Mari; comuna Corbii Mari               | „Măgura”, la 2 km S de sat, pe malul stâng al râului Neajlov                                                                                      | Eneolitic, Cultura Gumelnița                     | Încarcă foto \| video | Raportează eroare |
| DB-I-s-B-17012 (RAN: 66866.05)                    | Situl arheologic de la Corbii mari, punct „Sediul Schela Petrol”                                           | sat Corbii Mari; comuna Corbii Mari               | „Sediul Schela Petrol” sau „La vii”, la 0,5 km S de sat și la N de sediul schelei, pe botul terasei înalte stângi a Neajlovului                   |                                                  | Încarcă foto \| video | Raportează eroare |
| DB-I-m-B-17012.01 (RAN: 66866.05.03)              | Așezare | sat Corbii Mari; comuna Corbii Mari               | „Sediul Schela Petrol” sau „La vii”, la 0,5 km S de sat și la N de sediul schelei, pe botul terasei înalte stângi a Neajlovului                   | Epoca migrațiilor                                | Încarcă foto \| video | Raportează eroare |
| DB-I-m-B-17012.02 (RAN: 66866.05.02)              | Așezare | sat Corbii Mari; comuna Corbii Mari               | „Sediul Schela Petrol” sau „La vii”, la 0,5 km S de sat și la N de sediul schelei, pe botul terasei înalte stângi a Neajlovului                   | Latène, Cultura geto-dacică                      | Încarcă foto \| video | Raportează eroare |
| DB-I-m-B-17012.03 (RAN: 66866.05.01)              | Așezare | sat Corbii Mari; comuna Corbii Mari               | „Sediul Schela Petrol” sau „La vii”, la 0,5 km S de sat și la N de sediul schelei, pe botul terasei înalte stângi a Neajlovului                   | Epoca bronzului                                  | Încarcă foto \| video | Raportează eroare |
| DB-I-s-B-17013 (RAN: 66964.01)                    | Fortificație de pământ                                                                                     | sat Cornățelu; comuna Cornățelu                   | „Crângul Turcului” și „Puțul Predescului”, la N de localitate                                                                                     | Epoca romană                                     | Încarcă foto \| video | Raportează eroare |
| DB-I-s-B-17014 (RAN: 67023.01)                    | Așezare | sat Cornești; comuna Cornești                     | „Între gârle”, la 1 km SE de sat, pe malul stâng al pârâului Cricov                                                                               | sec. VIII - XI, Epoca medievală timpurie         | Încarcă foto \| video | Raportează eroare |
| DB-I-s-B-17015 (RAN: 67023.07)                    | Ruinele curții boierești de la Cornești                                                                    | sat Cornești; comuna Cornești                     | „Siliștea Cornești”, la V și NV de localitate |                                                  | Încarcă foto \| video | Raportează eroare |
| DB-I-m-B-17015.01 (RAN: 67023.02.04)              | Ruine biserică                                                                                             | sat Cornești; comuna Cornești                     | „Siliștea Cornești”, la V și NV de localitate | sec. XV - XVIII, Epoca medievală                 | Încarcă foto \| video | Raportează eroare |
| DB-I-m-B-17015.02 (RAN: 67023.02.02)              | Așezare | sat Cornești; comuna Cornești                     | „Siliștea Cornești”, la V și NV de localitate | sec. XV - XVIII, Epoca medievală                 | Încarcă foto \| video | Raportează eroare |
| DB-I-m-B-17015.03 (RAN: 67023.02.03)              | Cimitir | sat Cornești; comuna Cornești                     | „Siliștea Cornești”, la V și NV de localitate | sec. XV - XVIII, Epoca medievală                 | Încarcă foto \| video | Raportează eroare |
| DB-I-m-B-17015.04 (RAN: 67023.02.01)              | Așezare | sat Cornești; comuna Cornești                     | „Siliștea Cornești”, la V și NV de localitate | Epoca bronzului                                  | Încarcă foto \| video | Raportează eroare |
| DB-I-s-B-17016 (RAN: 67130.01)                    | Necropolă birituală                                                                                        | sat Costeștii din Vale; comuna Costeștii din Vale | „Grajduri” sau „Saivan”, pe malul drept al pârâului Tinoasa, la confluența cu râul Sabar și la SV de localitate                                   | Latène, Cultura geto-dacică                      | Încarcă foto \| video | Raportează eroare |
| DB-I-s-B-17017 (RAN: 67130.02)                    | Situl arheologic de la Costeștii din Vale, punct „Măgura”                                                  | sat Costeștii din Vale; comuna Costeștii din Vale | „Măgura”, la 0,5 km NV de sat și la S de calea ferată a balastierei                                                                               |                                                  | Încarcă foto \| video | Raportează eroare |
| DB-I-m-B-17017.01 (RAN: 67130.02.03)              | Așezare | sat Costeștii din Vale; comuna Costeștii din Vale | „Măgura”, la 0,5 km NV de sat și la S de caleaferată a balastierei                                                                                | Epoca medievală                                  | Încarcă foto \| video | Raportează eroare |
| DB-I-s-B-17017.02                                 | Așezare | sat Costeștii din Vale; comuna Costeștii din Vale | „Măgura”, la 0,5 km NV de sat și la S de caleaferată a balastierei                                                                                | Epoca migrațiilor                                | Încarcă foto \| video | Raportează eroare |
| DB-I-m-B-17017.03 (RAN: 67130.02.01)              | Așezare | sat Costeștii din Vale; comuna Costeștii din Vale | „Măgura”, la 0,5 km NV de sat și la S de caleaferată a balastierei                                                                                | Epoca bronzului                                  | Încarcă foto \| video | Raportează eroare |
| DB-I-s-B-17018 (RAN: 67130.03)                    | Tumul | sat Costeștii din Vale; comuna Costeștii din Vale | „Măgura Tomșani”, la 1,5 km S de localitate și 2 km V de Tomșani (cota 161,4 m)                                                                   | Preistorie                                       | Încarcă foto \| video | Raportează eroare |
| DB-I-s-A-17019 (RAN: 67130.04)                    | Situl arheologic de la Costeștii din Vale, punct „Proprietatea Octavian Visarion”                          | sat Costeștii din Vale; comuna Costeștii din Vale | „Proprietatea Octavian Visarion-Zăvoi”, pe malul stâng al pârâului Tinoasa, în vatra satului                                                      |                                                  | Încarcă foto \| video | Raportează eroare |
| DB-I-m-A-17019.01 (RAN: 67130.04.02)              | Vestigii                                                                                                   | sat Costeștii din Vale; comuna Costeștii din Vale | „Proprietatea Octavian Visarion-Zăvoi”, pe malul stâng al pârâului Tinoasa, în vatra satului                                                      | sec. II - III, Epoca romană                      | Încarcă foto \| video | Raportează eroare |
| DB-I-m-A-17019.02 (RAN: 67130.04.01)              | Vestigii                                                                                                   | sat Costeștii din Vale; comuna Costeștii din Vale | „Proprietatea Octavian Visarion-Zăvoi”, pe malul stâng al pârâului Tinoasa, în vatra satului                                                      | Epoca bronzului timpuriu                         | Încarcă foto \| video | Raportează eroare |
| DB-I-s-B-17020 (RAN: 101868.01)                   | Așezare | sat Crețu; comuna Ciocănești                      | „Grajduri”, pe malul drept al râului Colentina, la 0,5 km E de capătul sudic al localității                                                       | Latène, Cultura geto-dacică                      | Încarcă foto \| video | Raportează eroare |
| DB-I-s-B-17021 (RAN: 101868.02)                   | Așezare | sat Crețu; comuna Ciocănești                      | „Siliște”, la 0,2 km NE de sat, pe malul drept al râului Colentina                                                                                | sec. XIV - XV, Epoca medievală                   | Încarcă foto \| video | Raportează eroare |
| DB-I-s-B-17022 (RAN: 67069.01)                    | Așezare | sat Crivățu; comuna Cornești                      | „malu Roșu”, la 1 km S de localitate, pe malul stâng al Ialomiței                                                                                 | sec. III - IV p. Chr., Epoca daco-romană         | Încarcă foto \| video | Raportează eroare |
| DB-I-s-B-17023 (RAN: 67069.02)                    | Situl arheologic de la Crivățu, punct „Vărsarea Cricovului”                                                | sat Crivățu; comuna Cornești                      | „Vărsarea Cricovului”, la 2 km SE de localitate, la confluența râului Cricov cu Ialomița                                                          |                                                  | Încarcă foto \| video | Raportează eroare |
| DB-I-m-B-17023.01 (RAN: 67069.02.02)              | Așezare | sat Crivățu; comuna Cornești                      | „Vărsarea Cricovului”, la 2 km SE de localitate, la confluența râului Cricov cu Ialomița                                                          | sec. IV p. Chr., Epoca daco-romană               | Încarcă foto \| video | Raportează eroare |
| DB-I-m-B-17023.02 (RAN: 67069.02.01)              | Așezare | sat Crivățu; comuna Cornești                      | „Vărsarea Cricovului”, la 2 km SE de localitate, la confluența râului Cricov cu Ialomița                                                          | Latène, Cultura geto-dacică                      | Încarcă foto \| video | Raportează eroare |
| DB-I-s-B-17024 (RAN: 68994.01)                    | Situl arheologic de la Croitori, punct „Bunget”                                                            | sat Croitori; comuna Uliești                      | „Bunget”, pe partea dreaptă a pârâului Valea Deasă, la o confluență, la 1 km SE de sat                                                            |                                                  | Încarcă foto \| video | Raportează eroare |
| DB-I-m-B-17024.01 (RAN: 68994.01.02)              | Așezare | sat Croitori; comuna Uliești                      | „Bunget”, pe partea dreaptă a pârâului Valea Deasă, la o confluență, la 1 km SE de localitate                                                     | Epoca bronzului                                  | Încarcă foto \| video | Raportează eroare |
| DB-I-m-B-17024.02 (RAN: 68994.01.01)              | Așezare | sat Croitori; comuna Uliești                      | „Bunget”, pe partea dreaptă a pârâului Valea Deasă, la o confluență, la 1 km SE de localitate                                                     | Neolitic                                         | Încarcă foto \| video | Raportează eroare |
| DB-I-s-B-17025 (RAN: 68994.02)                    | Situl arheologic de la Croitori, punct „Ferma CAP”                                                         | sat Croitori; comuna Uliești                      | „Ferma CAP” („Lacul Rații”), pe terasa înaltă a Neajlovului, la marginea de NV a satului                                                          |                                                  | Încarcă foto \| video | Raportează eroare |
| DB-I-m-B-17025.01 (RAN: 68994.02.02)              | Așezare | sat Croitori; comuna Uliești                      | „Ferma CAP” („Lacul Rații”), pe terasa înaltă a Neajlovului, la marginea de NV a satului                                                          | Epoca romană                                     | Încarcă foto \| video | Raportează eroare |
| DB-I-m-B-17025.02 (RAN: 68994.02.01)              | Așezare | sat Croitori; comuna Uliești                      | „Ferma CAP” („Lacul Rații”), pe terasa înaltă a Neajlovului, la marginea de NV a satului                                                          | sec. II - III p. Chr., Epoca bronzului           | Încarcă foto \| video | Raportează eroare |
| DB-I-s-B-17026 (RAN: 68994.03)                    | Situl arheologic de la Croitori, punct „Școală”, „Vie”                                                     | sat Croitori; comuna Uliești                      | „Școală”, „Vie”, pe malul drept al Neajlovului, în capătul de E al satului, în grădina școlii și în via din vecinătate                            |                                                  | Încarcă foto \| video | Raportează eroare |
| DB-I-m-B-17026.01 (RAN: 68994.03.02)              | Așezare | sat Croitori; comuna Uliești                      | „Școală”, „Vie”, pe malul drept al Neajlovului, în capătul de E al satului, în grădina școlii și în via din vecinătate                            | sec. IV p. Chr., Epoca daco-romană               | Încarcă foto \| video | Raportează eroare |
| DB-I-m-B-17026.02 (RAN: 68994.03.01)              | Așezare | sat Croitori; comuna Uliești                      | „Școală”, „Vie”, pe malul drept al Neajlovului, în capătul de E al satului, în grădina școlii și în via din vecinătate                            | sec. II-I.a. Chr., Latène, Cultura geto-dacică   | Încarcă foto \| video | Raportează eroare |
| DB-I-s-B-17027 (RAN: 65663.01)                    | Situl arheologic de la Cucuteni, punct „Dealul Mănăstirea”                                                 | sat Cucuteni; comuna Moțăieni                     | „Dealul Mănăstirea”, la 1,5 km SV de localitate (cota 609,9 m)                                                                                    |                                                  | Încarcă foto \| video | Raportează eroare |
| DB-I-m-B-17027.01 (RAN: 65663.01.01)              | Ruinele schitului Cucuteni                                                                                 | sat Cucuteni; comuna Moțăieni                     | „Dealul Mănăstirea”, la 1,5 km SV de localitate (cota 609,9 m)                                                                                    | sec. XVII, Epoca medievală                       | Încarcă foto \| video | Raportează eroare |
| DB-I-m-B-17027.02 (RAN: 65663.01.02)              | Cimitir | sat Cucuteni; comuna Moțăieni                     | „Dealul Mănăstirea”, la 1,5 km SV de localitate (cota 609,9 m)                                                                                    | sec. XVII, Epoca medievală                       | Încarcă foto \| video | Raportează eroare |
| DB-II-m-B-17399                                   | Biserica „Sf. Nicolae”                                                                                     | sat Capu Coastei; comuna Malu cu Flori            | | 1878                                             | Încarcă foto \| video | Raportează eroare |
| DB-II-m-B-17400                                   | Biserica „Cuvioasa Paraschiva”                                                                             | sat Călugăreni; comuna Cobia                      | În vatra satului | 1843                                             | Încarcă foto \| video | Raportează eroare |
| DB-II-m-B-17401                                   | Casa Ungureanu Ilie                                                                                        | sat Călugăreni; comuna Cobia                      | | sec. XIX                                         | Încarcă foto \| video | Raportează eroare |
| DB-II-m-B-17402 (RAN: 68949.02)                   | Biserica „Tăierea Capului Sf. Ioan Botezătorul”, „Sf. Nicolae”                                             | sat Căprioru; comuna Tătărani                     | 121 | 1805-1810                                        | Încarcă foto \| video | Raportează eroare |
| DB-II-m-B-17403                                   | Biserica „Sf. Voievozi Mihail și Gavril”                                                                   | sat Căpșuna; comuna Cobia                         | | 1838                                             | Încarcă foto \| video | Raportează eroare |
| DB-II-m-B-17404 (RAN: 67041.10)                   | Biserica „Sf. Ștefan”                                                                                      | sat Cătunu; comuna Cornești                       | | 1812 - 1817                                      | Încarcă foto \| video | Raportează eroare |
| DB-II-m-B-17405                                   | Biserica „Cuvioasa Paraschiva”                                                                             | sat Cândești Deal; comuna Cândești                | | 1888-1890                                        | Încarcă foto \| video | Raportează eroare |
| DB-II-m-B-17406                                   | Casa Alexandru Păduroiu                                                                                    | sat Cândești Deal; comuna Cândești                | | sec. XIX                                         | Încarcă foto \| video | Raportează eroare |
| DB-II-m-B-17407                                   | Casa Nicolae Rădulescu                                                                                     | sat Cândești Deal; comuna Cândești                | 173 | sec. XIX                                         | Încarcă foto \| video | Raportează eroare |
| DB-II-a-B-17408                                   | Ansamblul rural                                                                                            | sat Cândești Deal; comuna Cândești                | Centrul satului - pâna la limita posterioară a loturilor. Delimitare cf. PUG avizat                                                               | sf. sec. XIX-înc. sec. XX                        | Încarcă foto \| video | Raportează eroare |
| DB-II-m-A-17409 (RAN: 66535.05)                   | Biserica de lemn „Cuvioasa Paraschiva” - din Vârtop                                                        | sat Cândești Vale; comuna Cândești                | 45.0785°N 25.2178°E | 1713                                             |                       | Raportează eroare |
| DB-II-m-B-17410                                   | Biserica de lemn „Cuvioasa Paraschiva”, „Sf. Teodor Tiron” - Vălinaș                                       | sat Cândești Vale; comuna Cândești                | | 1822, transf. sec. XX                            | Încarcă foto \| video | Raportează eroare |
| DB-II-m-B-17411                                   | Biserica „Cuvioasa Paraschiva”, Adormirea Maicii Domnului„, ”Sf. Nicolae, Sf. Haralambie și Sf. Filofteia" | sat Cândești Vale; comuna Cândești                | | 1878-1882                                        | Încarcă foto \| video | Raportează eroare |
| DB-II-m-B-17412                                   | Casa Elena Aldea                                                                                           | sat Cândești Vale; comuna Cândești                | 418 | sec. XIX                                         | Încarcă foto \| video | Raportează eroare |
| DB-II-m-B-17413                                   | Casa Sultana Mândrilă                                                                                      | sat Cândești Vale; comuna Cândești                | 29 | sec. XIX                                         | Încarcă foto \| video | Raportează eroare |
| DB-II-m-B-17414                                   | Casa veche de lemn Elena Pavelescu                                                                         | sat Cândești Vale; comuna Cândești                | 229 | 1850, sf. sec. XIX                               | Încarcă foto \| video | Raportează eroare |
| DB-II-m-B-17415                                   | Casa Ion Popescu                                                                                           | sat Cândești Vale; comuna Cândești                | 552 | 1825, înc. sec. XIX                              | Încarcă foto \| video | Raportează eroare |
| DB-II-m-B-17416                                   | Casa Procopie Dobrogeanu                                                                                   | sat Cândești Vale; comuna Cândești                | 417 | sec. XIX                                         | Încarcă foto \| video | Raportează eroare |
| DB-II-m-B-17417                                   | Casa Elena Cluceru                                                                                         | sat Cândești Vale; comuna Cândești                | | sec. XIX                                         | Încarcă foto \| video | Raportează eroare |
| DB-II-m-B-17418                                   | Biserica „Sf. Elisabeta”, „Tăierea Capului Sf. Ioan Botezatorul”                                           | sat Ciocănești; comuna Ciocănești                 | Str. Sfântul Ioan 87 | 1843                                             | Încarcă foto \| video | Raportează eroare |
| DB-II-m-B-17419                                   | Biserica „Adormirea Maicii Domnului”                                                                       | sat Ciocănești; comuna Ciocănești                 | Str. Sfânta Maria 607 | 1850                                             | Alte imagini          | Raportează eroare |
| DB-II-a-B-17420                                   | Ansamblul conacelor Ghika - Cantacuzino                                                                    | sat Ciocănești; comuna Ciocănești                 | 44.60088°N 25.8752°E | sec. XVII-XIX                                    | Încarcă foto \| video | Raportează eroare |
| DB-II-m-B-17420.01                                | Beciuri conac                                                                                              | sat Ciocănești; comuna Ciocănești                 | | sec. XVII                                        | Încarcă foto \| video | Raportează eroare |
| DB-II-m-B-17420.02                                | Conac, azi Cămin cultural                                                                                  | sat Ciocănești; comuna Ciocănești                 | Str. Cantacuzino 85 | sec. XIX                                         | Încarcă foto \| video | Raportează eroare |
| DB-II-m-B-17420.03                                | Cuhnie | sat Ciocănești; comuna Ciocănești                 | Str. Cantacuzino 86 | sec. XVII                                        | Încarcă foto \| video | Raportează eroare |
| DB-II-m-B-17420.04                                | Parc | sat Ciocănești; comuna Ciocănești                 | | sec. XIX                                         | Încarcă foto \| video | Raportează eroare |
| DB-II-m-B-17420.05                                | Zid de incintă                                                                                             | sat Ciocănești; comuna Ciocănești                 | | sec. XVII-XIX                                    | Încarcă foto \| video | Raportează eroare |
| DB-II-m-B-17421                                   | Școala | sat Ciocănești; comuna Ciocănești                 | Str. Cantacuzino 85bis | sf. sec. XIX-înc. sec. XX                        | Încarcă foto \| video | Raportează eroare |
| DB-II-m-B-17422                                   | Școala | sat Ciocănești; comuna Ciocănești                 | Str. Cantacuzino 677 | sf. sec. XIX-înc. sec. XX                        | Încarcă foto \| video | Raportează eroare |
| DB-II-m-B-17423                                   | Prăvălia Florin Teodorescu                                                                                 | sat Ciocănești; comuna Ciocănești                 | Str. Moisești 77 | 1920                                             | Încarcă foto \| video | Raportează eroare |
| DB-II-m-A-17424                                   | Biserica „Sf. Arhangheli Mihail și Gavril”                                                                 | sat Cobiuța; comuna Cobia                         | | 1850                                             | Încarcă foto \| video | Raportează eroare |
| DB-II-m-B-17425                                   | Biserica „Sf. Voievozi”                                                                                    | sat Cocani; comuna Crevedia                       | Str. Principală 146 A | 1833-1834                                        | Încarcă foto \| video | Raportează eroare |
| DB-II-m-B-17426 (RAN: 66704.03)                   | Biserica „Sf. Nicolae”                                                                                     | sat Cojasca; comuna Cojasca                       | | 1820                                             | Încarcă foto \| video | Raportează eroare |
| DB-II-m-B-17427 (RAN: 68155.01)                   | Biserica „Sf. Nicolae”                                                                                     | sat Cojocaru; comuna Mogoșani                     | | 1812                                             | Încarcă foto \| video | Raportează eroare |
| DB-II-m-B-17428                                   | Biserica „Nașterea Maicii Domnului”                                                                        | localitate componentă Colacu; oraș Răcari         | | 1828                                             | Încarcă foto \| video | Raportează eroare |
| DB-II-m-B-17429                                   | Biserica „Adormirea Maicii Domnului”, „Sf. Nicolae” și „Sf. Dumitru”                                       | sat Colanu; comuna Ulmi                           | 838 | 1850                                             | Încarcă foto \| video | Raportează eroare |
| DB-II-m-B-17430                                   | Biserica „Adormirea Maicii Domnului”                                                                       | sat Colibași; comuna Iedera                       | Str. Bisericii 276 | 1864                                             | Încarcă foto \| video | Raportează eroare |
| DB-II-m-B-17431                                   | Biserica „Sf. Arhangheli Mihail și Gavril”                                                                 | sat Comișani; comuna Comișani                     | | 1842                                             | Încarcă foto \| video | Raportează eroare |
| DB-II-m-B-17433 (RAN: 66777.01)                   | Biserica „Sf. Nicolae”, „Sf. Mucenic Pantelimon” și „Sf. Ștefan”                                           | sat Conțești; comuna Conțești                     | Str. Gării 189 | 1814-1815                                        | Încarcă foto \| video | Raportează eroare |
| DB-II-m-B-17434                                   | Conac, ulterior Școală                                                                                     | sat Conțești; comuna Conțești                     | Str. Gării 191 44.66607°N 25.63863°E | sec. XIX                                         | Încarcă foto \| video | Raportează eroare |
| DB-II-m-B-17432                                   | Biserica „Sf. Nicolae”, „Sf. Treime”                                                                       | sat Conțești; comuna Conțești                     | Str. Primăriei 438 | 1847-1848                                        | Încarcă foto \| video | Raportează eroare |
| DB-II-m-A-17435 (RAN: 66866.06)                   | Biserica „Sf. Treime”                                                                                      | sat Corbii Mari; comuna Corbii Mari               | În centru 44.54611°N 25.4956°E | 1693-1705                                        |                       | Raportează eroare |
| DB-II-m-B-17436 (RAN: 66866.07)                   | Ruinele conacului boierilor Corbeni                                                                        | sat Corbii Mari; comuna Corbii Mari               | 44.54673°N 25.49474°E |                                                  | Încarcă foto \| video | Raportează eroare |
| DB-II-m-A-17437 (RAN: 66964.02)                   | Biserica „Sf. Nicolae” a curții Socol Cornățeanu                                                           | sat Cornățelu; comuna Cornățelu                   | Str. Domnița Marula 51 | 1596, ref. 1725, 1884                            | Încarcă foto \| video | Raportează eroare |
| DB-II-m-B-17438 (RAN: 67023.08)                   | Biserica „Sf. Împărați Constantin și Elena”                                                                | sat Cornești; comuna Cornești                     | | 1829                                             |                       | Raportează eroare |
| DB-II-m-B-17439                                   | Biserica „Sf. Nicolae”                                                                                     | sat Costeștii din Deal; comuna Produlești         | Str. Bisericii 230 | 1837                                             | Încarcă foto \| video | Raportează eroare |
| DB-II-m-B-17440 (RAN: 67130.05)                   | Biserica „Sf. Nicolae”, „Sf. Ștefan” și „Sf. Gheorghe”                                                     | sat Costeștii din Vale; comuna Costeștii din Vale | Str. Crinului | 1800-1896                                        | Încarcă foto \| video | Raportează eroare |
| DB-II-m-B-17441                                   | Conacul Costescu                                                                                           | sat Costeștii din Vale; comuna Costeștii din Vale | Str. Crinului 44.65215°N 25.48029°E | sec. XVII                                        | Încarcă foto \| video | Raportează eroare |
| DB-II-m-B-17442 (RAN: 67194.01)                   | Biserica „Cuvioasa Paraschiva”                                                                             | sat Crângurile de Sus; comuna Crângurile          | Str. Teiului | 1800                                             | Încarcă foto \| video | Raportează eroare |
| DB-II-m-B-17445 (RAN: 67050.01)                   | Biserica „Sf. Apostol și Evanghelist Ioan”, „Sf. Grigore”                                                  | sat Cristeasca; comuna Cornești                   | 65 | înc. sec. XIX                                    | Încarcă foto \| video | Raportează eroare |
| DB-II-m-B-17446                                   | Biserica „Sf. Cuvioasa Paraschiva”                                                                         | sat Crovu; comuna Odobești                        | DJ 401 410 | 1830-1835                                        | Încarcă foto \| video | Raportează eroare |
| DB-II-m-B-17447                                   | Biserica „Sf. Nicolae”, „Cuvioasa Paraschiva”                                                              | sat Cucuteni; comuna Moțăieni                     | Str. Preot Nae Popescu 2 | 1895                                             |                       | Raportează eroare |
| DB-III-m-B-21073                                  | Monumentul Eroului intitulat „Tatăl și Fiul”                                                               | sat Cricova; comuna Valea Lungă                   | |                                                  | Încarcă foto \| video | Raportează eroare |
| DB-IV-m-A-17806                                   | Cruce | sat Cândești Deal; comuna Cândești                | | 1709                                             | Încarcă foto \| video | Raportează eroare |
| DB-IV-m-A-17807                                   | Crucea „din Dealul Luncii”                                                                                 | sat Cândești Deal; comuna Cândești                | Pe Dealul Luncii | 1763                                             | Încarcă foto \| video | Raportează eroare |
| DB-IV-m-A-17808                                   | Cruce de piatră                                                                                            | sat Cândești Vale; comuna Cândești                | La Primărie | 1764                                             | Încarcă foto \| video | Raportează eroare |
| DB-IV-m-A-17809                                   | Cruce de piatră                                                                                            | sat Cornățelu; comuna Cornățelu                   | Str. Domnița Marula 51, în curtea bisericii „Sf. Nicolae”                                                                                         | 1645                                             | Încarcă foto \| video | Raportează eroare |
| DB-IV-m-B-17811                                   | Mormântul scriitorului Ion C. Visarion                                                                     | sat Costeștii din Vale; comuna Costeștii din Vale | În curtea bisericii | 1955                                             | Încarcă foto \| video | Raportează eroare |
| DB-IV-m-B-17810                                   | Casa scriitorului I. C. Visarion                                                                           | sat Costeștii din Vale; comuna Costeștii din Vale | Aleea Vissarion I.C. 397 |                                                  | Încarcă foto \| video | Raportează eroare |
| DB-IV-m-A-17812                                   | Cruce de piatră                                                                                            | sat Crețulești; comuna Mătăsaru                   | În curtea gospodăriei Ștefan Popescu | 1729                                             | Încarcă foto \| video | Raportează eroare |